# Pavel z Morzinu
(August) Pavel hrabě z Morzinu též z Morsinu (německy Paul Reichsgraf von Morzin; 1613/1615 – 3. listopadu 1688) byl český šlechtic ze starého, původně severoitalského rodu Morzinů. V roce 1636 byl povýšen do říšského hraběcího stavu. Dědictvím a nákupy získal značný majetek v různých částech Čech (Vrchlabí, Lomnice nad Popelkou, Křinec) a díky němu patřili Morzinové koncem 17. století mezi dvacet nejbohatších rodin v Českém království. Zastával také úřady v zemské správě, byl hejtmanem Boleslavského a Hradeckého kraje.

## Život

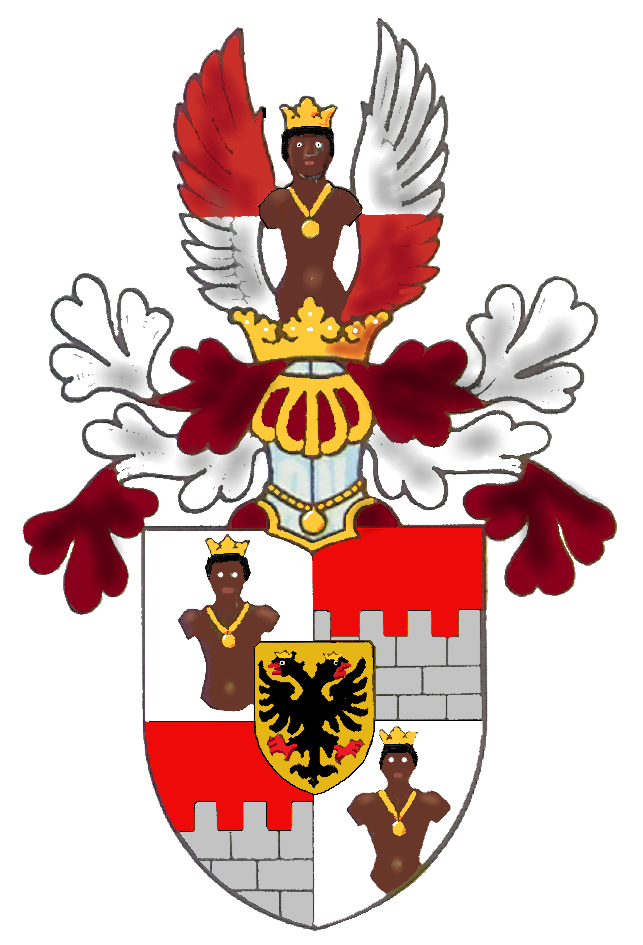
Rodový erb Morzinů

Narodil se jako nejmladší syn Blažeje z Morzinu a jeho manželky Hieronymy, rozené hraběnky Sovaroli. Za třicetileté války bojoval v císařské armádě, o vojenskou službu však neměl příliš zájem a dosáhl jen hodnosti poručíka v pluku svého staršího bratra, významného vojevůdce Rudolfa Jana z Morzinu. Díky bratrovi byl v roce 1632 povýšen do stavu svobodných pánů a v roce 1636 obdržel titul říšského hraběte. Hraběcí titul byl pak v roce 1642 potvrzen i pro České království. Po získání majetku v Čechách zastával úřady v zemské správě, dvakrát byl krátce hejtmanem Boleslavského kraje (1650–1652 a 1654) a poté dlouholetým hejtmanem Hradeckého kraje (1657–1667), kde se nacházely hlavní rodové statky.

## Majetek

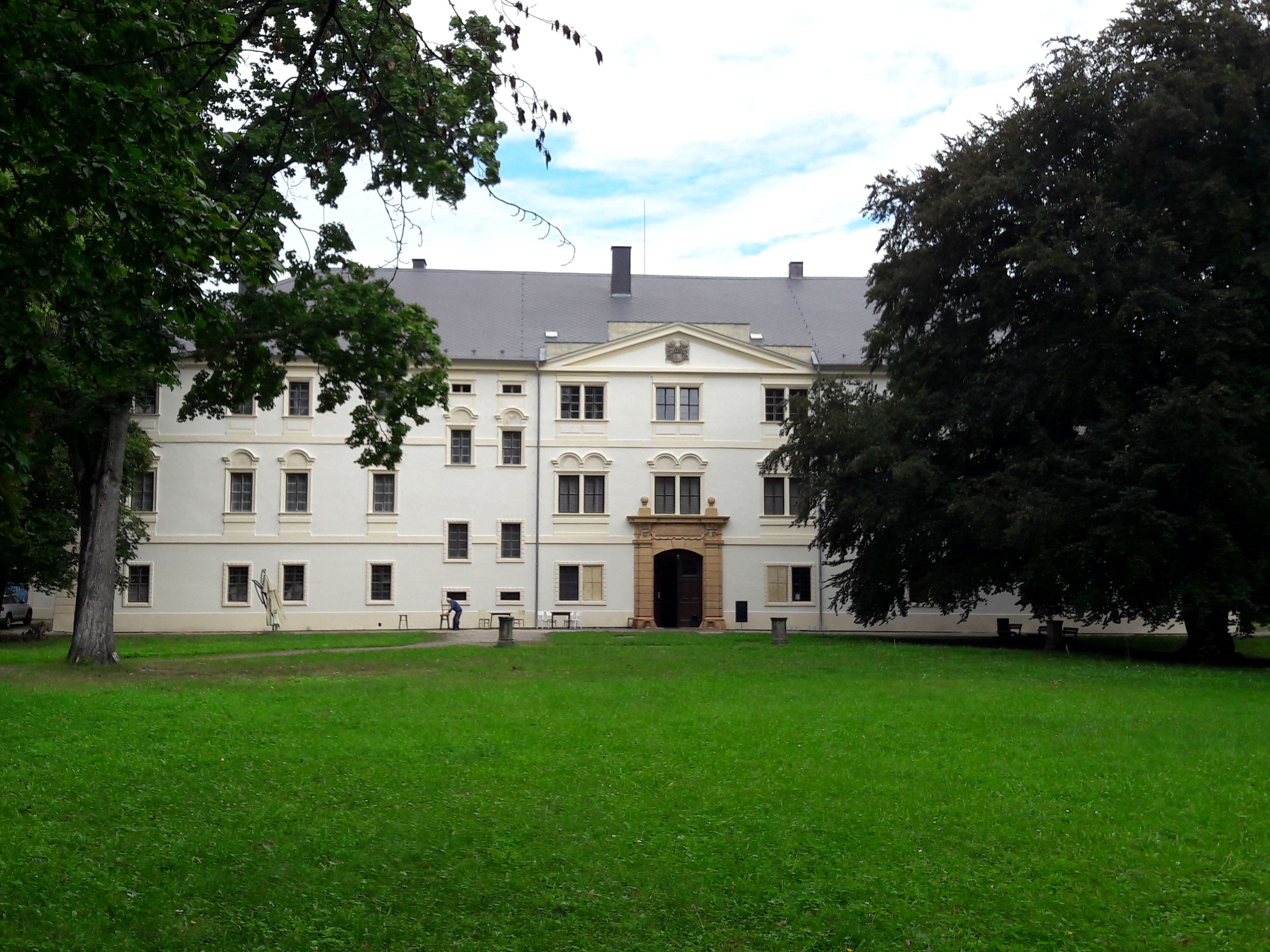
Zámek Křinec, hlavní sídlo Pavla z Morzinu

Po třicetileté válce se kromě participace v zemských úřadech věnoval především správě zděděného majetku, který dále významně rozšiřoval. Po bratru Janu Rudolfovi zdědil v roce 1646 v Podkrkonoší panství Vrchlabí, které obdržel darem z konfiskací po zavražděném Albrechtovi z Valdštejna a mělo hodnotu přes 200 000 zlatých. Krátce po převzetí dědictví přistoupil Pavel z Morzinu k nákupům statků v okolí. V roce 1650 získal od Valdštejnů panství Kuncberk s městem Křincem a devíti vesnicemi za 47 512 kop grošů míšenských. Taktéž od Valdštejnů pak ještě v roce 1654 přikoupil panství Lomnice nad Popelkou s osmnácti vesnicemi. Na rozhraní severních a východních Čech se mu tak podařilo vytvořit téměř souvislou doménu. Cílevědomou obnovou těchto tří panství zdevastovaných třicetiletou válkou se podařilo zdvojnásobit výnosy až na částku 30 000 zlatých ročně. Z panství Vrchlabí, Kuncberk a Lomnice nad Popelkou byl v roce 1665 s císařským svolením zřízen fideikomis.

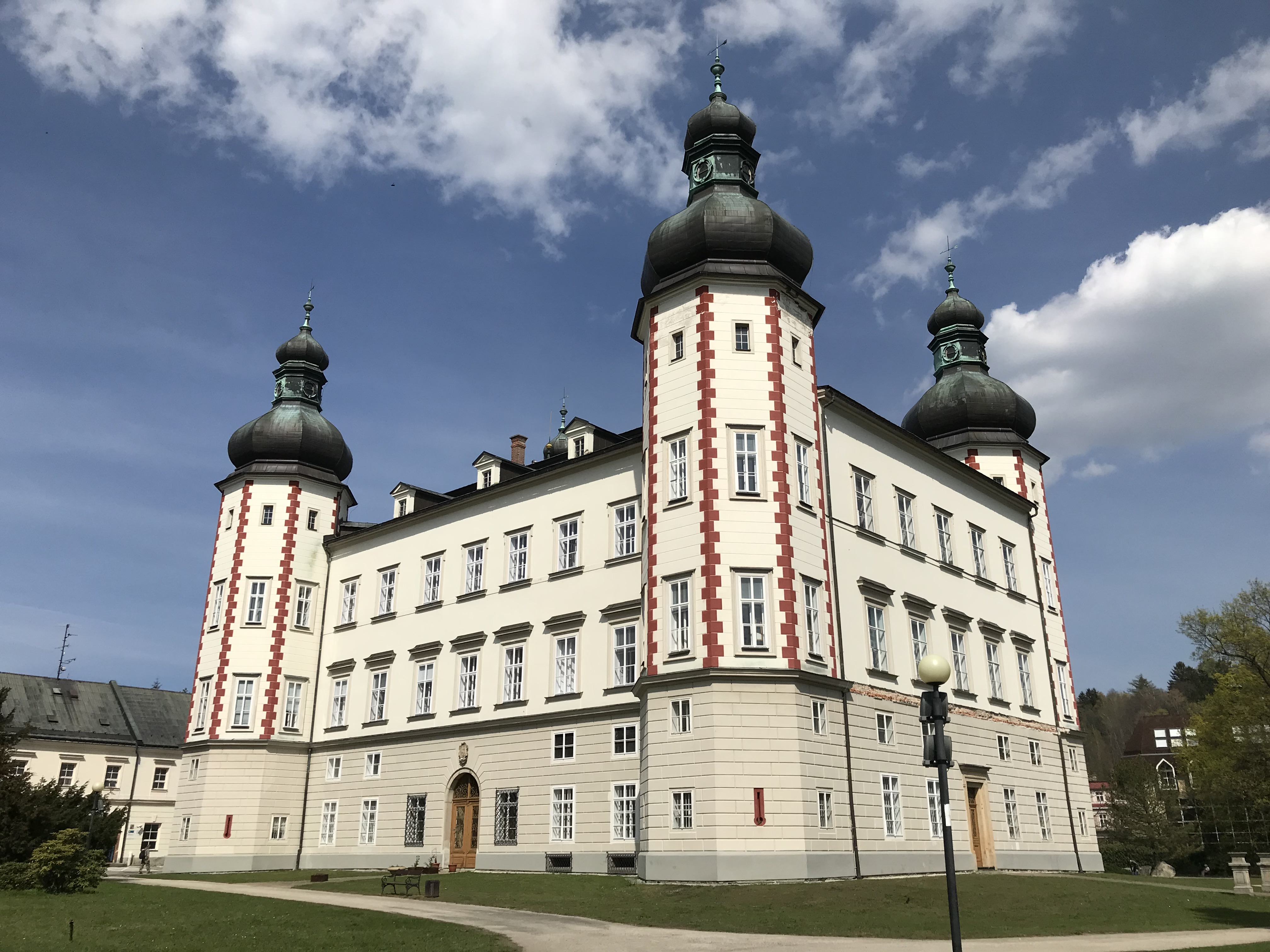
Zámek Vrchlabí

Panství Vrchlabí mělo ve výčtu morzinských statků vždy nejdůležitější pozici, a to především z hospodářského hlediska. Za Pavla z Morzinu došlo k rozvoji textilního průmyslu, kvalitní produkce plátenického zboží našla uplatnění i v exportu do západní Evropy. Na panství vznikly dvě papírny a vysoké výnosy vykazoval nově postavený pivovar. Díky rozsáhlým lesům v Krkonoších byl významný také obchod se dřevem. V ekonomickém rozvoji Vrchlabí sehrálo důležitou roli také puškařství. Pavel z Morzinu jako cílevědomý a energický hospodář zvyšoval robotní povinnosti a prováděl také násilnou rekatolizaci. V roce 1651 proto na vrchlabském panství došlo ke vzpouře poddaných, která byla potlačena vojskem. I když jsou doloženy stavební úpravy na zámku Vrchlabí, z hlediska budování rezidenční sítě soustředil Pavel z Morzinu svou pozornost především na Křinec. Hned po zakoupení kuncberského panství přistoupil k výstavbě velkého zámku v Křinci, který vznikal v několika etapách. Zasloužil se také o rozvoj města Křinec, které po úbytku obyvatelstva během třicetileté války nechal osídlit osadníky z Podkrkonoší. Nechal též postavit kostel sv. Jiljí. V případě výstavby zámku a kostela se uvažuje o autorství významného architekta Carla Luraga. Na místě zříceniny hradu Kuncberk nechal postavit hodnotný lovecký zámek (známý též pod názvem Kunstberk) s bohatou výzdobou interiérů.

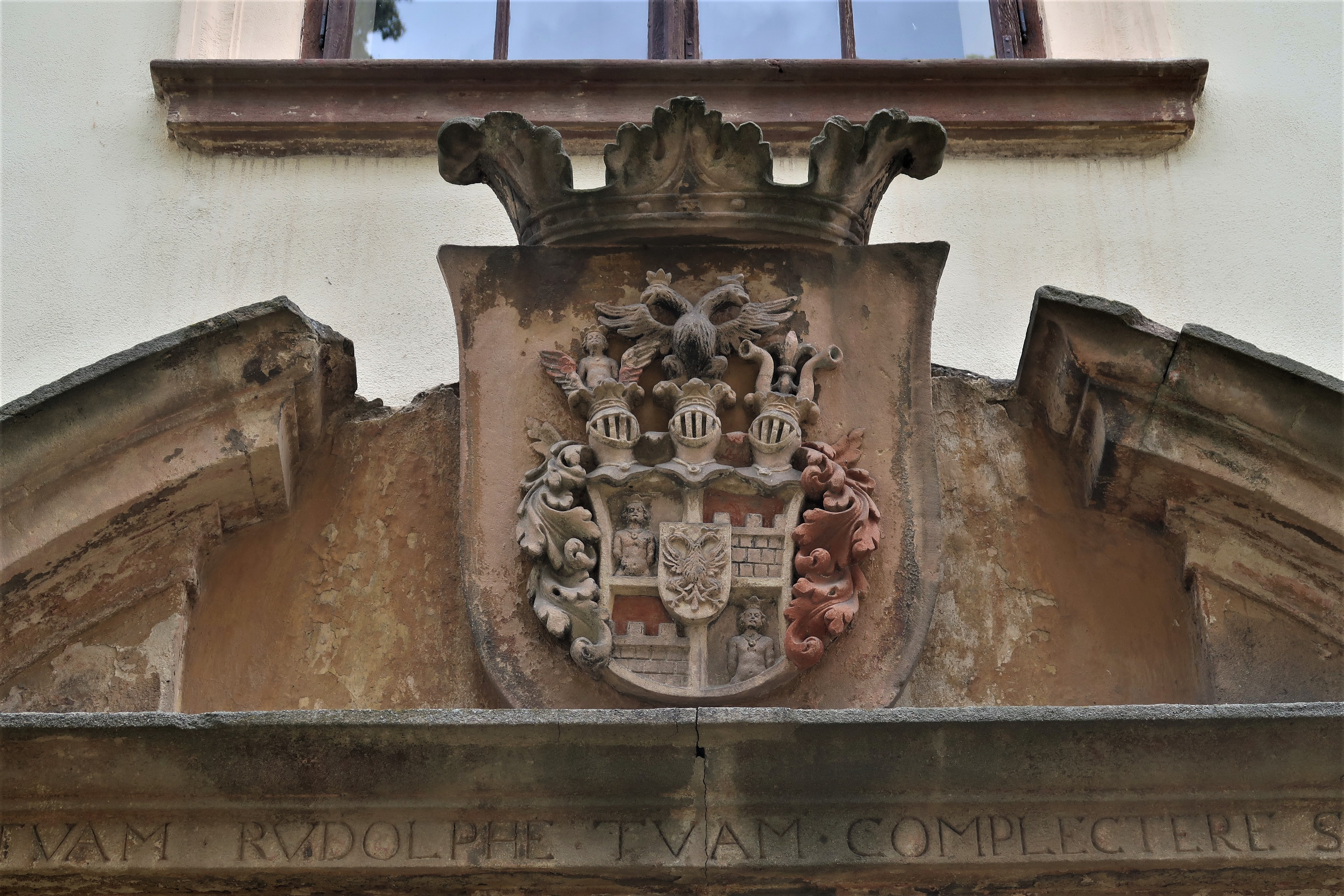
Erb Morzinů na zámku Křinec

Mimo centrum rodových panství v severovýchodních Čechách koupil v roce 1664 hrad a panství Nižbor na Berounsku, tento majetek ale prodal v roce 1679 Schwarzenbergům za 30 000 zlatých. Mezitím začal vytvářet další majetkovou základnu pro své početné potomstvo v západních Čechách. V roce 1666 koupil na Plzeňsku panství Dolní Lukavice se třinácti vesnicemi od Karla Caretta-Millesima. Po rozdělení majetku mezi potomstvo se Dolní Lukavice stala jedním z hlavních sídel Morzinů a v následujících generacích zde vznikl hodnotný barokní zámek. V roce 1673 pak od Ignáce Karla ze Šternberka koupil panství Opálka s hradem Klenová, městečkem Strážov a osmnácti vesnicemi. Později ještě pro svého nejmladšího syna koupil několik menších statků na Moravě, v roce 1680 Lesonice a Martínkov a o rok později ještě nedaleké Bítovánky. Tento majetek prodali potomci již v roce 1689. Poslední akvizicí Pavla z Morzinu byl v roce 1688 nákup statku Čistá se třemi vesnicemi v prostoru mezi Lomnicí nad Popelkou a Vrchlabím. Kromě statků v různých částech Čech koupil v roce 1668 čtyři domy v Nerudově ulici ulici v Praze. Na místě těchto nemovitostí vznikl v pozdějších generacích Morzinský palác.
Své statky pořizoval často na dluh, což spolu se stavebními aktivitami přivedlo jeho potomky do vleklé finanční krize přetrvávající až do konce 18. století.

## Manželství a rodina
Pavel z Morzinu byl dvakrát ženatý. 23. července 1640 se oženil s Marií Alžbětou (Eliškou) Hrzánovou z Harasova, dcerou manželky svého bratra Rudolfa z jejího prvního manželství. Manželům se narodilo deset dětí, z toho tři synové, Jan Rudolf, František Mikuláš a Ferdinand Matyáš. Rodové linie prvních dvou jmenovaných synů vymřely po několika generacích, pouze potomci hraběte Ferdinanda Matyáše žili do 19. století. Podruhé se Pavel z Morzinu oženil v roce 1679 se Sidonií Zádubskou ze Schönthalu (1643–1709), toto manželství zůstalo bezdětné.